# Ariana DeBose
Ariana DeBose (25 de janeiro de 1991) é uma atriz, cantora e dançarina norte-americana, vencedora do Oscar de melhor atriz coadjuvante por seu papel de Anita no remake do musical West Side Story, conhecida por seus papeis em musicais principalmente na Broadway. Conhecida por seu trabalho no teatro musical, cinema e no reality show So You Think You Can Dance.

## Vida Inicial
DeBose nasceu em 25 de janeiro de 1991 na Carolina do Norte. Sua mãe, Gina DeBose, é professora da 8ª série.  DeBose treinou dança no CC & Co. Dance Complex em Raleigh, Carolina do Norte. Seu pai é afro-porto-riquenho e sua mãe é branca. Ela também disse: "Eu me apresento como negra e tenho linhagem afro-americana, mas também sou parte italiana."

## Carreira
Ela foi descoberta em 2009, quando competiu na série de TV So You Think You Can Dance, chegando ao Top 20. Mais tarde, ela apareceu na novela One Life to Live e interpretou Inez na produção do North Carolina Theatre de Hairspray antes de contratar o papel de Nautica na produção de Bring It On do Alliance Theatre de 2011. Ela também apareceu no conjunto da produção da Orquestra Filarmônica de Nova Iorque de Company, que foi filmada para a televisão. No final de 2011, Bring It On embarcou em uma turnê nacional pelos Estados Unidos. DeBose continuou seu papel na produção da Broadway de 2012, e estudou pouco a personagem Danielle.
Com o lançamento de sua carreira, DeBose interpretou Mary Wilson em Motown na Broadway em 2013, interpretando o papel de Diana Ross. DeBose deixou o show logo depois para interpretar Eponine em uma produção regional de Les Misérables antes de retornar à Broadway como uma nobre e tocadora do musical Pippin, subestimando o papel da Jogadora Principal, que ela acabou assumindo por um curto período em 2014.

### Hamilton
DeBose deixou Pippin para aparecer como o Bullet no conjunto do show off-Broadway Hamilton no início de 2015. O show mudou para a Broadway no final daquele ano e se tornou uma sensação da noite para o dia. Ela foi indicada ao prêmio Astaire por sua dança no show.

### A Bronx Tale and Summer: The Donna Summer Musical
DeBose deixou Hamilton em julho de 2016 e fez uma aparição especial na série de televisão Blue Bloods como Sophia Ortiz, e estrelou como Daphne no filme de suspense Seaside.
Ela voltou à Broadway em novembro de 2016 como Jane em A Bronx Tale até agosto de 2017. Ela também hospedou o correspondente vlog do Broadway.com, Bronx Bullet, por oito semanas.
DeBose passou a interpretar o papel de Disco Donna em Summer: The Donna Summer Musical em San Diego no La Jolla Playhouse no final de 2017. Ela reprisou esse papel na Broadway, que estreou em abril de 2018. Ela recebeu uma indicação ao Tony Award de 2018 de Melhor Performance de Atriz em Musical. Ela também se apresenta com frequência no 54 Below.
DeBose interpretrou Alyssa Greene na adaptação cinematográfica de The Prom e interpretará Anita na adaptação cinematográfica de 2021 de West Side Story.
Em fevereiro de 2021, foi anunciado que ela faria o papel de Kira Foster no filme I.S.S..
DeBose dará a voz a personagem Asha em Wish, filme de animação da Disney em 2023.

## Créditos no Teatro

### Broadway
| Ano  | Título                           | Papel                                    | Teatro                  |
| ---- | -------------------------------- | ---------------------------------------- | ----------------------- |
| 2011 | Bring It On                      | Nautica, u/s Danielle                    | Alliance Theatre        |
| 2011 | Bring It On                      | Nautica, u/s Danielle                    | National Tour           |
| 2012 | Bring It On                      | Nautica, u/s Danielle                    | St. James Theatre       |
| 2013 | Motown: The Musical              | Ensemble, Mary Wilson, u/s Diana Ross    | Lunt-Fontanne Theatre   |
| 2014 | Pippin                           | Leading Player (u/s, depois substituída) | Music Box Theatre       |
| 2015 | Hamilton: An American Musical    | Ensemble (The Bullet)                    | The Public Theater      |
| 2015 | Hamilton: An American Musical    | Ensemble (The Bullet)                    | Richard Rodgers Theatre |
| 2016 | A Bronx Tale                     | Jane                                     | Longacre Theatre        |
| 2017 | Summer: The Donna Summer Musical | Disco Donna                              | La Jolla Playhouse      |
| 2018 | Summer: The Donna Summer Musical | Disco Donna                              | Lunt-Fontanne Theatre   |

## Filmografia

### Filmes
| Ano  | Título             | Papel               | Notas          |
| ---- | ------------------ | ------------------- | -------------- |
| 2018 | Seaside            | Daphne              |                |
| 2020 | Hamilton           | Ensemble/The Bullet |                |
| 2020 | The Prom           | Alyssa Greene       |                |
| 2021 | West Side Story    | Anita               |                |
| 2023 | Kraven, The Hunter | 'Calypso            | Filmando       |
| 2023 | Once Upon A Studio | Asha (voz)          | Curta-metragem |
| 2023 | Wish               | Asha (voz)          | Pós-Produção   |
| 2023 | Argylle            |                     | Pós-produção   |
| TBA  | I.S.S.             | Kira Foster         |                |
| TBA  | Poolman            |                     |                |
| TBA  | House of Spoils    |                     | Filmando       |

### Televisão
| Ano  | Título              | Papel          | Notas                               |
| ---- | ------------------- | -------------- | ----------------------------------- |
| 2016 | Blue Bloods         | Sophia Ortiz   | Episódio: "The Road to Hell"        |
| 2016 | Hamilton's America  | Ela mesma      | Documentário para televisão         |
| 2021 | Schmigadoon!        | Emma Tate      | Papel principal, 6 episódios        |
| 2022 | Saturday Night Live | Herself (host) | Episódio: "Ariana DeBose/Bleachers" |
| 2022 | Human Resources     | Danielle (voz) | 1 episódio                          |
| 2022 | Westworld           | Maya           | Papel recorrente, 6 episódios       |

## Prêmios e Nomeações
| Ano  | Prêmio              | Categoria                                         | Trabalho nomeado                 | Resultado |
| ---- | ------------------- | ------------------------------------------------- | -------------------------------- | --------- |
| 2018 | Drama League Awards | "Distinguished Performance"                       | Summer: The Donna Summer Musical | Indicado  |
| 2018 | Tony Awards         | Tony Award de Melhor Atriz Coadjuvante em Musical | Summer: The Donna Summer Musical | Indicado  |
| 2022 | Oscar               | Melhor Atriz Coadjuvante                          | West Side Story (2021)           | Venceu    |